# Melanozosteria triangulata
Melanozosteria triangulata es una especie de cucaracha terrestre del género Melanozosteria, tribu Polyzosteriini, subfamilia Polyzosteriinae. Fue descrita científicamente por Brunner von Wattenwyl en 1893.

## Distribución
Se distribuye por Oceanía: Australia (Queensland e isla Darnley) y Nueva Guinea.